# Wellentransformation
Die Transformation (Umformung) fortschreitender Schwerewellen (Wasserwellen) kann vielfältige Ursachen haben. Bei   
Wellentransformationen sind folgende Effekte zu unterscheiden:
- abnehmende Wassertiefe, siehe Shoaling
- Reibungseffekte am Meeresboden
- Refraktion
- Diffraktion
- Reflexion
- Wellenbrechen
- überlagerte Strömungen
  - konstante Strömungen
  - beschleunigte Strömungen.

## Wellentransformation infolge abnehmender Wassertiefe

Wellenverformung gemäß linearer Wellentheorie für eine Welle der Periode = 10 s, Höhe = 1 m und der Länge L = 156 m; Annahme: Wahrung der Kontinuität.

Wellen mit Längen L (etwa) größer als der 2-fachen Wassertiefe d (L ≥ 2d) unterliegen einer veränderten Dispersion derart, dass die Wassertiefe als Randbedingung hinzu tritt. Während die Wellenfortschrittsgeschwindigkeit c und die Wellenlänge L mit abnehmender Wassertiefe ebenfalls geringer werden, wächst die Wellenhöhe H.

## Überlagerte Strömungen
In der Natur liegt im Allgemeinen eine Wechselwirkung der Wellenkinematik mit einem weiteren Strömungsfeld vor, dessen Einfluss von keiner bekannten Wellentheorie erfasst wird. Derartig überlagerte Strömungen bewirken nicht nur eine Verformung der Wellen, sondern haben u. a. infolge des Doppler-Effektes Einfluss auf die Frequenz und damit auch auf die Dispersion und Transformation der Wellen. 

### Doppler-Effekt infolge konstanter Strömungsgeschwindigkeit
Unbeschleunigte Strömungen stellen den Sonderfall dar. Unterliegt das Trägermedium der Wellen etwa einer konstanten Strömung, mit einer dem Wellenfortschritt gleich- oder entgegengerichteten Komponente, so ist die Frequenz bzw. Periode gegenüber einem durch Strömung unbeeinflussten Medium verändert.
Ist die Strömungskomponente {\displaystyle u_{M}} dem Wellenfortschritt gleichgerichtet, kommen an einem Messort pro Zeitspanne mehr Wellen an. Dieses bedeutet, dass die Wellenlänge {\displaystyle L_{A}}, die bei fehlender Strömung vorhanden wäre, hier um das Verhältnis
{\displaystyle {\frac {c_{A}-u_{M}}{c_{A}}}\,}
verkürzt als {\displaystyle L_{B}} gemessen wird:
{\displaystyle L_{B}=L_{A}\cdot {\frac {c_{A}-u_{M}}{c_{A}}}=L_{A}\cdot \left(1-{\frac {u_{M}}{c_{A}}}\right)\,}
Für die Frequenz {\displaystyle f_{B}} am Messort ergibt sich daher:
{\displaystyle f_{B}={\frac {c_{A}}{L_{B}}}={\frac {f_{A}}{1-{\frac {u_{M}}{c_{A}}}}}\,}
Für eine entgegengesetzt gerichtete Strömungsgeschwindigkeit {\displaystyle u_{M}}, sind in den Klammern positive Vorzeichen zu verwenden.

### Beschleunigte Strömung
Beschleunigte Strömungen nahe der Wasseroberfläche (Triftströmungen) können auf meteorologische Einflüsse zurückgeführt werden. Durch die Tidebewegung verursachte beschleunigte Strömungen erstrecken sich in Flachmeeren oft über die gesamte Wassertiefe. Ähnliches gilt in Küstennähe für großräumige Rückströmungen (undertow), sog. Rippströmungen und für brandungserzeugte Rückströmungen (backwash). Die letzteren stellen eine wichtige Komponente des Brandungsprozesses dar, da ihr Einfluss auf die Phasengeschwindigkeit insbesondere als Ursache für eine deutliche Frequenz- bzw. Periodenänderung ausbrandender Wellen entlang eines Wellenstrahls angesehen werden kann. Werden unterschiedliche Phasengeschwindigkeiten c entlang eines Wellenstrahls auf eine konvektiv beschleunigte Bewegung des Trägermediums der Wellen zurückgeführt und zugleich Frequenzveränderungen entlang dem Wellenstrahl in Betracht gezogen, kann daraus gefolgert werden, dass an zwei Orten A und B unterschiedliche Wellenanzahlen pro Zeitspanne vorhanden sind.
Nimmt infolge einer dem Wellenfortschritt entgegengerichteten Strömung die Phasengeschwindigkeit zwischen den Orten A und B von {\displaystyle c_{A}} auf {\displaystyle c_{B}} ab, so folgt daraus, dass am Ort B in der Zeitspanne weniger Wellen ankommen, als wenn
{\displaystyle c_{B}=c_{A}={\text{konst}}.\,}

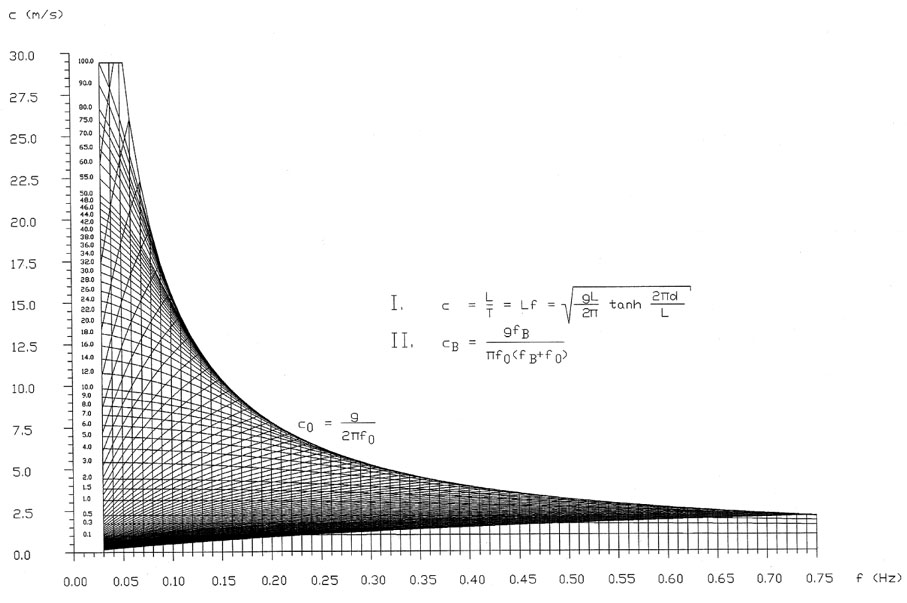
Beschleunigte Strömung überlagert

Ist die Differenz der Phasengeschwindigkeiten 
{\displaystyle \delta c=c_{A}-c_{B}\quad {\text{bzw.}}\quad c_{B}=c_{A}-\delta c}
vergrößert sich die Wellenlänge {\displaystyle L_{A}=c_{A}/f_{A}} auf dem Wege von A nach B um das Verhältnis
{\displaystyle {\frac {c_{A}+\delta c}{c_{A}}}\,}
auf 
{\displaystyle L_{B}=L_{A}\cdot {\frac {c_{A}+\delta c}{c_{A}}}={\frac {L_{A}}{c_{A}}}\cdot (c_{A}+\delta c)={\frac {1}{f_{A}}}\cdot (c_{A}+\delta c)\,}
Damit ergibt sich die Frequenz am Ort B zu:
{\displaystyle f_{B}={\frac {c_{B}}{L_{B}}}=f_{A}\cdot {\frac {c_{A}-\delta c}{c_{A}+\delta c}}=f_{A}\cdot {\frac {c_{B}}{2c_{A}+c_{B}}}<f_{A}\,}
Die Differenz der Frequenzen wird als Frequenzverschiebung definiert:
{\displaystyle \delta f=f_{B}-f_{A}=f_{A}\cdot {\frac {2(c_{B}-c_{A})}{2c_{A}-c_{B}}}\,}
Demnach kann {\displaystyle \delta f} positiv oder negativ sein, je nachdem ob
{\displaystyle 2c_{A}>c_{B}>c_{A}\quad {\text{oder}}\quad 2c_{A}<c_{B}<c_{A}}